# Unione Sportiva Bari 1934-1935
Questa voce raccoglie le informazioni riguardanti l'Unione Sportiva Bari nelle competizioni ufficiali della stagione 1934-1935.

## Stagione

Lo Stadio della Vittoria in una foto d'epoca, così intitolato per celebrare la vittoria italiana della prima guerra mondiale (Bari non aveva ancora monumenti che la celebrassero). Fu inaugurato dal Duce, quel giorno in visita alla Fiera del Levante, il 6 settembre 1934, con una manifestazione atletica dei giovani fascisti.

Nell'agosto del 1934 la Gazzetta del Mezzogiorno titola: «Il nuovo tempio della giovinezza e della forza attende gli ultimi ritocchi»; il riferimento è al nuovo stadio della Vittoria la cui costruzione, iniziata da circa un anno, procede velocemente.
L'imperativo per la società biancorossa è il ritorno in Serie A. Viene eletto presidente del Bari il Cavalier Giovanni Tomasicchio (che sostituisce l'ingegner Tramonte); sulla panchina Cargnelli viene sostituito da Engelbert Koenig, anch'egli austriaco.
Nella squadra, Armando Massiglia torna dal prestito al Novara per il servizio militare e viceversa Frossi torna al Padova dopo l'adempimento dei doveri militari in Puglia; dalla Roma viene invece acquistato il quotato Elvio Banchero, già centravanti di Alessandria e Genova.
Come nella stagione precedente la Serie B viene divisa in due gironi ma stavolta la prima classificata di ogni raggruppamento viene automaticamente promossa nella serie superiore, disputando poi un doppio spareggio per il titolo di categoria con la prima classificata dell'altro girone. Il Bari è nuovamente nel girone orientale, il "B".
Dopo il 4-0 interno, in apertura contro l'Aquila, i galletti ricavano due punti nelle successive cinque gare. Koenig viene sostituito dopo la 6ª giornata (pareggiata in casa 0-0 con l'Atalanta) con l'ungherese András Kuttik, che debutta con il 2-0 interno sul Venezia: si tratta dell'ultima gara giocata dalla prima squadra dei biancorossi al Campo degli Sports; dopo l'1-1 di Cremona, il 16 dicembre 1934 la formazione barese "battezza" calcisticamente il nuovo stadio della Vittoria, superando la Comense per 3-1(reti di Masera al 17º, Banchero al 55º e Loetti al 70º; all'82º Kossovel accorcia le distanze per i lariani). Dopo la successiva sconfitta di misura (0-1) a Catanzaro, i biancorossi vincono quattro gare consecutive, tra cui il 5-0 sul Vicenza (doppietta di Ferrero, Massiglia, Rossini e Banchero) Dopo la sconfitta 0-2 nell'incontro con la SPAL fuori casa, nell'ultima d'andata, il Bari conduce un buon girone di ritorno in cui non perde mai alcuna partita (6 pareggi e 8 vittorie). La formazione barese conclude il suo girone in prima posizione, a 37 punti, con un punto di vantaggio sul Modena secondo classificato: ottiene quindi la promozione di diritto in Serie A.
Negli spareggi per il titolo di categoria (Coppa Italia FIGC della Serie B), giocati con il Genova 1893 (primo nel girone "A"), i galletti, dopo l'1-0 nel turno d'andata a Bari, vengono sconfitti 0-4 in quello di ritorno al Ferraris di Genova (i rosso-blu genovesi vengono quindi proclamati "campioni della Serie B 1934-1935").

## Divise
Le divise per la stagione '34-'35 sono state le seguenti:
| Prima divisa | Seconda divisa |

## Organigramma societario[1]
Area direttiva
- Presidente: Cav. Giovanni Tomasicchio

Area tecnica
- Direttore Sportivo: ?
- Allenatore: Engelbert Koenig (1ª-6ª) - Andras Kuttik (7ª-32ª)

## Rosa
| N. |                   | Ruolo | Calciatore         |
| -- | ----------------- | ----- | ------------------ |
|    | Italia (bandiera) | P     | Alferio Cubi       |
|    | Italia (bandiera) | D     | Giuseppe Antonelli |
|    | Italia (bandiera) | D     | Luigi Caldarulo    |
|    | Italia (bandiera) | D     | Duilio Setti       |
|    | Italia (bandiera) | C     | Riccardo Bonometti |
|    | Italia (bandiera) | C     | Dino Da Caprile    |
|    | Italia (bandiera) | C     | Domenico Giacobbe  |
|    | Italia (bandiera) | C     | Mario Loetti       |
|    | Italia (bandiera) | C     | Raffaele Mancini   |
|    | Italia (bandiera) | C     | Natale Masera      |

| N. |                   | Ruolo | Calciatore             |
| -- | ----------------- | ----- | ---------------------- |
|    | Italia (bandiera) | C     | Salvatore Musmeci      |
|    | Italia (bandiera) | C     | Lorenzo Paradiso       |
|    | Italia (bandiera) | A     | Elvio Banchero         |
|    | Italia (bandiera) | A     | Giorgio Dentuti        |
|    | Italia (bandiera) | A     | Luigi Ferrero          |
|    | Italia (bandiera) | A     | Alfredo Marchionneschi |
|    | Italia (bandiera) | A     | Armando Massiglia      |
|    | Italia (bandiera) | A     | Raffaele Rossini       |
|    | Italia (bandiera) | ?     | Pollice                |

## Calciomercato

### Sessione estiva
| Acquisti | Acquisti          | Acquisti      | Acquisti      |
| R.       | Nome              | da            | Modalità      |
| -------- | ----------------- | ------------- | ------------- |
| D        | Duilio Setti      | Modena        | definitivo    |
| C        | Mario Loetti      | Pro Patria    | definitivo    |
| C        | Raffaele Mancini  | Perugia       | definitivo    |
| C        | Natale Masera     | Pro Patria    | definitivo    |
| C        | Armando Massiglia | Novara        | fine prestito |
| C        | Salvatore Musmeci | GC Vigevanesi | definitivo    |
| A        | Elvio Banchero    | Roma          | definitivo    |

| Cessioni | Cessioni        | Cessioni    | Cessioni      |
| R.       | Nome            | a           | Modalità      |
| -------- | --------------- | ----------- | ------------- |
| P        | Cesare Casirago | Vogherese   | ?             |
| C        | Annibale Frossi | Padova      | fine prestito |
| C        | Ugo Starace     | Salernitana | definitivo    |
| A        | Mario Patuzzi   | Verona      | definitivo    |

### Statistiche di squadra
| Competizione | Punti | In casa | In casa | In casa | In casa | In casa | In casa | In trasferta | In trasferta | In trasferta | In trasferta | In trasferta | In trasferta | Totale | Totale | Totale | Totale | Totale | Totale | DR  |
| Competizione | Punti | G       | V       | N       | P       | Gf      | Gs      | G            | V            | N            | P            | Gf           | Gs           | G      | V      | N      | P      | Gf     | Gs     | DR  |
| ------------ | ----- | ------- | ------- | ------- | ------- | ------- | ------- | ------------ | ------------ | ------------ | ------------ | ------------ | ------------ | ------ | ------ | ------ | ------ | ------ | ------ | --- |
| Serie B      | 37    | 15      | 13      | 3       | 0       | 36      | 5       | 15           | 3            | 6            | 6            | 13           | 23           | 30     | 15     | 9      | 6      | 49     | 28     | +21 |

### Statistiche dei giocatori
| Giocatore         | Serie B | Serie B |
| Giocatore         | Pres    | Gol     |
| ----------------- | ------- | ------- |
| G. Antonelli      | 7       | 0       |
| E. Banchero       | 24      | 9       |
| R. Bonometti      | 3       | 0       |
| L. Caldarulo      | 24      | 0       |
| A. Cubi           | 29      | -?      |
| D. Da Caprile     | 9       | 1       |
| G. Dentuti        | 1       | 1       |
| L. Ferrero        | 28      | 15      |
| D. Giacobbe       | 24      | 0       |
| M. Loetti         | 12      | 2       |
| R. Mancini        | 20      | 0       |
| A. Marchionneschi | 20      | 9       |
| N. Masera         | 23      | 4       |
| A. Massiglia      | 20      | 5       |
| S. Musmeci        | 4       | 0       |
| L. Paradiso       | 29      | 1       |
| Pollice           | 0       | 0       |
| R. Rossini        | 2       | 0       |
| D. Setti          | 24      | 0       |